# Cantons de la Guaiana Francesa

Districtes i cantons de la Guaiana Francesa

Aquesta és la llista dels 19 antics cantons de la Guaiana Francesa, aplegats en dos districtes (arrondissements):
- Districte de Caiena (16 cantons) :
  - Cantó d'Approuague-Kaw -
  - Cantó de Caiena-Nord-Oest
  - Cantó de Caiena-Nord-Est
  - Cantó de Caiena-Sud-Oest
  - Cantó de Caiena-Centre
  - Cantó de Caiena-Sud
  - Cantó de Caiena-Sud-Est
  - Cantó d'Iracoubo
  - Cantó de Kourou
  - Cantó de Macouria
  - Cantó de Matoury
  - Cantó de Montsinéry-Tonnegrande
  - Cantó de Rémire-Montjoly
  - Cantó de Roura
  - Cantó de Saint-Georges-de-l'Oyapock
  - Cantó de Sinnamary

- Districte de Saint-Laurent-du-Maroni (3 cantons) :
  - Cantó de Mana
  - Cantó de Maripasoula
  - Cantó de Saint-Laurent-du-Maroni